# Alfred des Essarts
Alfred Stanislas Langlois des Essarts, más conocido simplemente como Alfred des Essarts (Passy, departamento del Sena, 9 de agosto de 1811-Clermont-Ferrand, 16 de mayo de 1893), fue un escritor, poeta, dramaturgo y traductor francés. Su hijo, Emmanuel des Essarts, fue también poeta.
De joven, fue curador de la parisina Biblioteca de Santa Genoveva y periodista de La France littéraire y L'Écho français. Ya como autor, escribió folletines, novelas, canciones y poemas. Sus obras se representaron tanto en el Théâtre Français como en el Théâtre du Vaudeville.
También tradujo del ruso las memorias de Catalina Dáshkova y del inglés varias obras de Charles Dickens.
Fue caballero de la Legión de Honor a partir de 1808.